# おけいはん

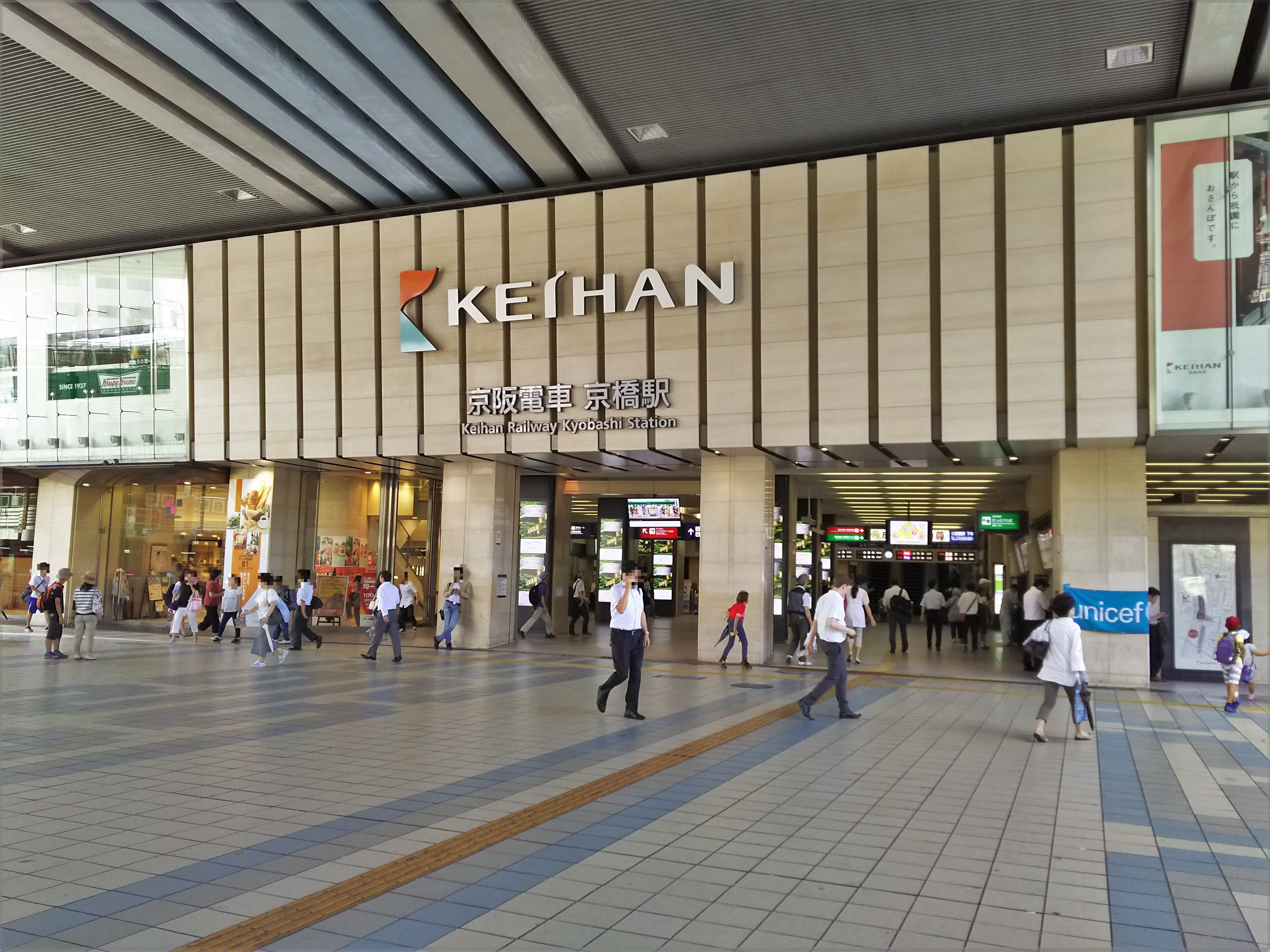
京阪の広報展開（右側）

おけいはんとは、京阪電気鉄道のイメージキャラクターである。2000年12月に初登場し、3年ごとに交代する。
「おけいはん」の名称は京阪ホールディングスの登録商標となっている（登録4521606）。

## 概要
「おけいはん」は「けい子さん」を意味する近畿方言で、社名の「京阪（けいはん）」と掛けたもの。歴代おけいはんファミリーとその仲間達の苗字は京阪線の駅名（またはそれにちなんだ名前）が使用されている（各代の項目も参照）。
伝統的な近畿方言で「さん」が「はん」になりやすいのは直前の音があ段・お段の時であり、厳密には「おけいはん」は誤用であると指摘されることがある。言語研究家の札埜和男によると、札埜が京阪電鉄に問い合わせた際には、「おけいはん」は、大阪・京都間を移動する乗客に「京阪電車がある」と思い出してほしいという狙い、また「京阪電車は親しみが持てる」と好きになってほしいという考えにより、言葉の法則として正しいかどうかは切り離したとの回答があったという。

## 歴代キャラクター

### 初代
名前は淀屋けい子。演じたのは水野麗奈。2000年12月から出演。
京阪沿線のある企業に勤める22歳のOLという設定で、家族は父・淀屋橋の助（コング桑田）、母・淀屋京子（糊井ひとみ）、妹・淀屋みや子（林マオ）。また、おけいはんの上司（樟葉部長）として升毅が出演していた。趣味は京阪沿線スポット巡りで休日のたびに出かけている。
ストーリー性のある設定が人気となったが、おけいはんを演じた水野はしばらくの間「おけいはん」とばかり呼ばれ、自身のキャラクターが固定化されることに戸惑いもあったと後のインタビューで述べている。また、CMで流れる音楽も人気となり、中之島ゆき（中之島線にちなんだ架空の歌手、正体は三浦理恵子）の歌う『出町柳から』は2003年5月にはタワーレコード難波店でランキング1位となった（CDレーベルは「淀屋レコード」で、淀屋橋の助の肝いりで製作されたCDという設定であった）。
2003年12月「転勤」により後述の2代目に引き継がれる。

### 2代目
名前は京橋けい子。演じたのは江本理恵。2003年11月から2006年11月まで出演。
初代・淀屋の「転勤」に伴い代わって登場した。24歳の教師という設定で、「おけいはん先生」と呼ばれている。ひらかたパーク近くにあるという架空の中学校「枚方パーク学園」を舞台にした学園ドラマ風のCMとなっている。
生徒役には現在声優としても活躍している寿美菜子（宇治川茶子役）、教頭先生役に海原かなたがいた。

### 3代目
名前は森小路けい子。演じたのは神農幸。2006年11月から2009年まで出演した。なお、神農は歴代おけいはんでは初めての京阪沿線出身（京都府）でもある。
「鴨リバー音楽学院」に通う学生で、家族がそれぞれ演奏家の音楽一家となっていた（父は西村恵一、母は糊井ひとみ（2度目の登場））。鴨リバー音楽学院の名物教授「モーツァルト北浜」を、"浪速のモーツァルト"こと作曲家のキダ・タローが演じていた。また、2009年4月からは吉本興業東京本社（よしもとクリエイティブ・エージェンシー）所属の芸人であるチャド・イアン・マレーン（チャド・マレーン）が、兄の「森小路ノエル」役として登場した。
2008年11月号のP+natts（南海電気鉄道発行の無料情報誌）に京阪中之島線をアピールするために登場し、おけいはんとして初めて他の鉄道会社の情報誌への掲載となった。
また同年10月、中之島線の開業を記念してのイメージソング『はじまりは中之島』で歴代おけいはんでは初めて“歌手デビュー”を果たした。同曲のCDは朝日放送系列の音楽会社である中之島レコーズから発売されている。ちなみに同曲の作曲はキダ・タローが手掛けた。
同年4月15日のCI導入と同時に、テレビCMの最後にサウンドロゴが挿入された。

### 4代目
名前は楠葉けい子。演じたのは日向千歩。2009年11月から出演。
沿線の住宅街に住む大学生で、父、母、弟の4人家族。父・鉄夫（入江雅人）は某企業で部長職を務めるサラリーマン、母・道子（犬山イヌコ）は専業主婦という設定である。2009年10月21日に名前と演じるタレントが公表され、同年11月より登場した。両親の名前は、「鉄道」の頭文字を1つずつ取っている。
2010年3月、BS-TBS制作の番組『京都鉄道紀行』に出演し、同番組を基にしたDVD「京阪電車 -日向千歩（四代目おけいはん）と行く京阪沿線紀行-」（発売元：ポニーキャニオン）も後日発売された。

### 5代目
名前は中之島けい子。演じたのは畦田ひとみ。2012年11月から出演。約1800人の応募者（後述）の中から選ばれた。
5代目については初の公募形式が採られた。公募の詳細は2012年8月27日に京阪から発表され、「京阪沿線在住もしくは京阪沿線に関わりや興味のある10月1日時点で18歳以上の女性」を応募資格として募集の後、書類や面接選考を経た候補者の中から、一般のWEB投票の結果も参考にして選考委員会で決定された。公募開始の広報にあたっては歴代おけいはんの4名全員が起用されている。
最終候補者は6名に絞られ、これを対象としたWEB投票で畦田は4位であったが、「チャレンジする女性を感じさせる明るさと元気さ」や好感度が評価されて選出された。
畦田は在任後半の2015年頃から女優としての活動を始め（『あさが来た』など）、結果として「おけいはん」が芸能活動デビューとなった。

### 6代目
名前は出町柳けい子。演じたのは林真帆。2015年11月から出演。436人の応募者（後述）の中から選ばれた。
6代目は5代目同様に公募形式が採られ、選考活動は「おけいはん検定」という検定仕立てで実施された。募集期間は8月11日から9月11日。応募資格は、京阪沿線在住もしくは京阪沿線に関わりや興味のある、2016年4月1日時点で18歳以上の女性。応募には、ロザン宇治原史規監修のWeb試験を受けて発行される「準級証」が必要となった。なお、Web試験は10月20日までだれでも受験が可能となっており、終了の翌21日には解答が発表された。
|            | 与えられる称号 | 備考                    |
| ---------- | -------------- | ----------------------- |
| Web試験    | 準級           | だれでも受験が可能。    |
| 1次審査    | 通勤快級       | 書類選考通過者。        |
| 2次審査    | 特級           | 面接選考通過者。        |
| 最終審査会 | 快速特級       | 6代目おけいはんに決定。 |

2017年4月15日放送の『鉄オタ選手権 京阪電車の陣』に出演。ミキ（出町柳出身の兄弟漫才師）から"出町柳さーん"と呼ばれる。

### 7代目
名前は三条けい子。演じるのは中川可菜。4代目以来となる公募によらない起用となった。2018年11月から出演。「京旅館 おけい庵」の若女将、女将・みや子役として辻葉子も出演。

### 8代目
名前は枚方けい子。演じるのは三浦理奈。2022年12月から出演。先代に続き、公募形式ではない起用である。当代は、従来のようなストーリーを伴った設定を作らず、三浦自身の「等身大の視点を通して沿線の魅力を発信していく」と報じられている。

## 広報における活用

### 媒体への露出
テレビCMや駅施設などを中心とした広告が広く展開されている。
電車内などの中吊り広告に使用されているロゴマークは、かるたをモチーフにしたものとなっている。なお、テレビCMではかるたに記載されている文字が横書きで表示されるのみだが、2002年に放映されたテレビCM「初詣（百人一首）編」では、CMの最後にロゴマークが使用された（CM内でかるた風ロゴマークが使用された唯一の事例）。
朝日放送テレビ（ABCテレビ）では毎週木・金・土曜日の夕方におけいはんのCMが放映されているが、同枠はかつてABCフラッシュニュースを京阪が一社提供していた頃から継続的にCM放映がなされている。

### 他社線での広告展開

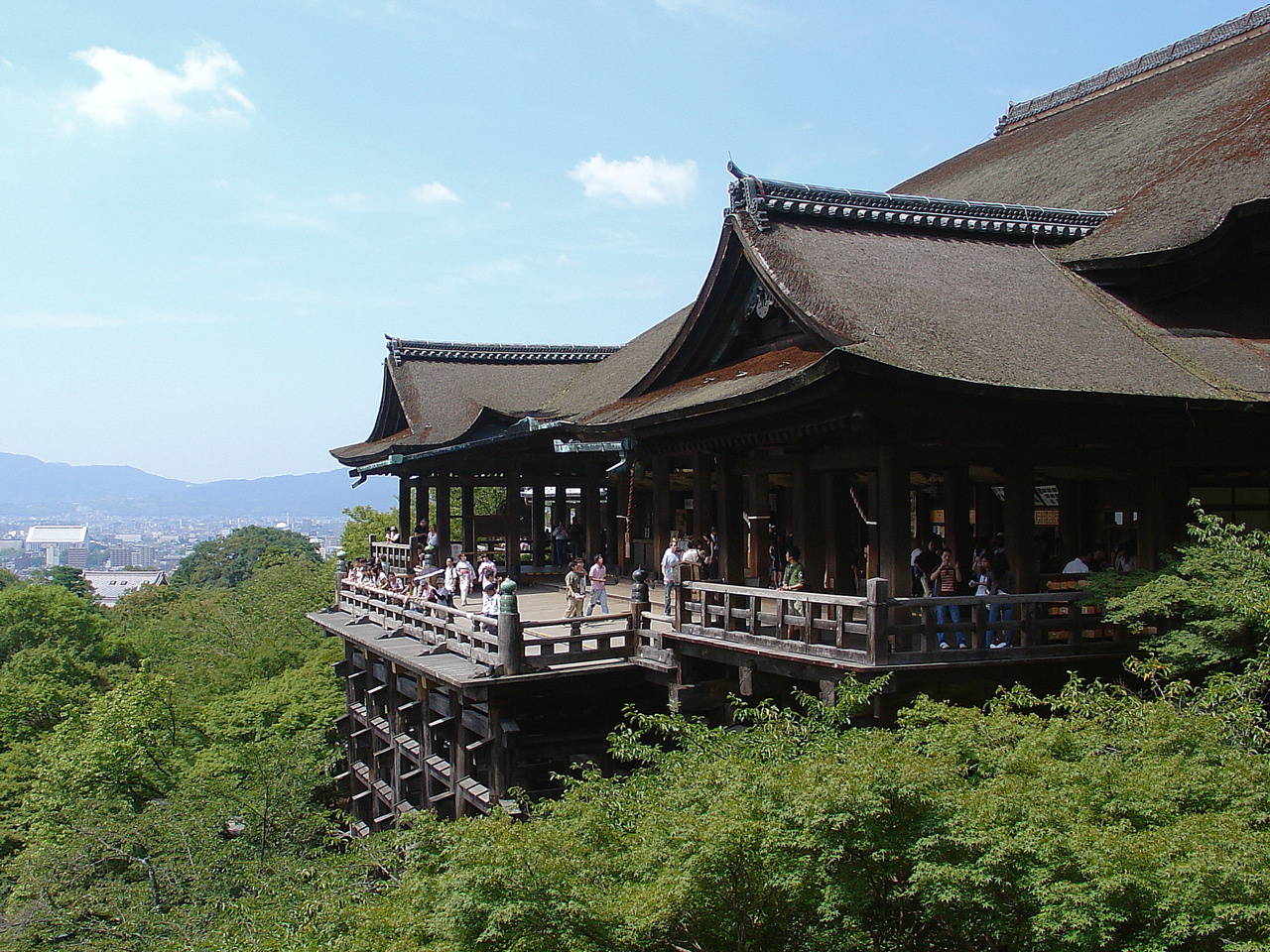
沿線観光資源（清水寺・祇園・平安神宮）を活かして京都側での利用を促している

近年、京阪は競合しない他社鉄道構内でも京都の観光地へ行くのに自社線を利用してもらうべく広報展開を行っている。京阪の鉄道線は清水寺・祇園・平安神宮など京都の有力観光スポットへ行ける優位性をアピールしたものである。他社線から京阪への乗り換えルート（京橋駅、丹波橋駅、東福寺駅経由など）を案内することで難波、梅田や京都駅などの大ターミナルに乗り入れていないため広範囲から利用されにくい弱点を補い、自社線への誘客を図るものである。
一例として、近畿日本鉄道（近鉄）布施駅（大阪府東大阪市）7番線や近鉄奈良駅1番線などには「京都へ行くならおけいはん」のコピーで掲出され、乗り換えルートは路線や駅の組み合わせによって適宜対応がなされている。

### サービス名称などでの活用
- おけいはんポイント
  - 京阪などが行う「e-kenet PiTaPa」サービスのうち、IC乗車カード「PiTaPaカード」と組み合わせて発行されるクレジットカード「e-kenet VISAカード」の利用額に対応して付与されるポイント制度の名称である。また、ポイントとの交換により発行するクーポン券を「おけいはんクーポン」と称している。※詳しくは、e-kenet PiTaPaを参照。
- おけいはんボンド
  - 2001年および2002年に募集した個人向け社債の愛称である。

### PR用企画品
- おけいはん卓上カレンダー（非売品）